# Luigi Amaducci
Luigi Amaducci (San Pancrazio di Russi, 4 marzo 1924 – Cesena, 3 maggio 2010) è stato un arcivescovo cattolico italiano.

## Biografia
Nacque a San Pancrazio, frazione di Russi, in provincia di Ravenna e diocesi di Forlì, il 4 marzo 1924 da Augusto e Allegrina Dapporto.

### Formazione e ministero sacerdotale
Compì gli studi prima nel seminario diocesano di Forlì per passare poi al Pontificio Seminario Regionale Flaminio di Bologna per essere trasferito, dopo il primo anno del ciclo istituzionale, al Pontificio Seminario Romano Maggiore. Quindi frequentò l'Istituto Biblico annesso alla Pontificia Università Gregoriana e conseguì la licenza in Sacra Scrittura.
Il 5 aprile 1947 fu ordinato presbitero, nella basilica di San Giovanni in Laterano a Roma, dall'arcivescovo Luigi Traglia, per la diocesi di Forlì. Dopo l'ordinazione restò a Roma, all'Apollinare, fino al conseguimento del dottorato in Teologia.
Rientrato a Forlì, fu rettore del seminario dal 1953 al 1975 e, contestualmente, prima provicario generale della diocesi dal 1956 al 1963 e, infine, vicario generale, dal 1963 al 1977.

### Ministero episcopale
Il 28 maggio 1977 papa Paolo VI lo nominò vescovo di Cesena e di Sarsina, sedi unite in persona episcopi; succedette ad Augusto Gianfranceschi, dimessosi per raggiunti limiti di età. Il 18 giugno seguente ricevette l'ordinazione episcopale, nella cattedrale di Forlì, dal vescovo Giovanni Proni, co-consacranti i vescovi Paolo Babini e Augusto Gianfranceschi. Il 10 luglio prese possesso della diocesi di Cesena e il 28 agosto di quella di Sarsina.
Il 30 settembre 1986 divenne primo vescovo della nuova circoscrizione ecclesiastica di Cesena-Sarsina. Nel 1989 diede avvio alla seconda visita pastorale.
Il 27 ottobre 1990 papa Giovanni Paolo II lo nominò arcivescovo metropolita di Ravenna-Cervia; succedette ad Ersilio Tonini, dimessosi per raggiunti limiti di età. Il 16 dicembre successivo prese possesso dell'arcidiocesi.
Negli anni del suo episcopato fu ripetutamente membro, in ambito CEI, prima della Commissione episcopale per la liturgia e, successivamente, della Commissione episcopale per la dottrina della fede e la catechesi e, nel contempo, presiedette i medesimi organismi in seno alla Conferenza episcopale dell'Emilia-Romagna.
Indisse e celebrò, dopo la visita pastorale, il primo sinodo dell'arcidiocesi di Ravenna-Cervia.
A Cesena-Sarsina introdusse le cause di beatificazione e canonizzazione dei servi di Dio don Quintino Sicuro e Angelina Pirini e, a Ravenna-Cervia, del servo di Dio don Angelo Lolli. Pubblicò il proprio diocesano delle messe e della liturgia delle ore sia di Cesena-Sarsina che di Ravenna-Cervia.
Il 9 marzo 2000 lasciò la guida dell'arcidiocesi, per raggiunti limiti d'età; gli succedette Giuseppe Verucchi, del clero di Modena-Nonantola. Rimase amministratore apostolico dell'arcidiocesi fino all'ingresso del successore, avvenuto il 3 giugno seguente.
Morì a Cesena, a seguito di una polmonite, nella casa canonica di Madonna delle Rose, il 3 maggio 2010 alle ore 16:40. Fu sepolto inizialmente nella tomba di famiglia a Traversara di Bagnacavallo in attesa di essere tumulato, così come da disposizione testamentaria, nel sepolcreto degli arcivescovi nella cattedrale metropolitana di Ravenna; la sua salma vi fu traslata il 23 luglio 2014.

## Genealogia episcopale
La genealogia episcopale è:
- Cardinale Scipione Rebiba
- Cardinale Giulio Antonio Santori
- Cardinale Girolamo Bernerio, O.P.
- Vescovo Claudio Rangoni
- Arcivescovo Wawrzyniec Gembicki
- Arcivescovo Jan Wężyk
- Vescovo Piotr Gembicki
- Vescovo Jan Gembicki
- Vescovo Bonawentura Madaliński
- Vescovo Jan Małachowski
- Arcivescovo Stanisław Szembek
- Vescovo Felicjan Konstanty Szaniawski
- Vescovo Andrzej Stanisław Załuski
- Arcivescovo Adam Ignacy Komorowski
- Arcivescovo Władysław Aleksander Łubieński
- Vescovo Andrzej Mikołaj Stanisław Kostka Młodziejowski
- Arcivescovo Kasper Kazimierz Cieciszowski
- Vescovo Franciszek Borgiasz Mackiewicz
- Vescovo Michał Piwnicki
- Arcivescovo Ignacy Ludwik Pawłowski
- Arcivescovo Kazimierz Roch Dmochowski
- Arcivescovo Wacław Żyliński
- Vescovo Aleksander Kazimierz Bereśniewicz
- Arcivescovo Szymon Marcin Kozłowski
- Vescovo Mečislovas Leonardas Paliulionis
- Arcivescovo Bolesław Hieronim Kłopotowski
- Arcivescovo Jerzy Józef Elizeusz Szembek
- Vescovo Stanisław Kazimierz Zdzitowiecki
- Cardinale Aleksander Kakowski
- Papa Pio XI
- Cardinale Alfredo Ildefonso Schuster, O.S.B.
- Arcivescovo Adriano Bernareggi
- Vescovo Benigno Carrara
- Vescovo Giovanni Proni
- Arcivescovo Luigi Amaducci